# 大藏基誠
大藏 基誠（おおくら もとなり、1979年3月3日 - ）は、能楽師狂言方大蔵流、俳優。能楽協会東京支部会員。一般社団法人EXTRAD代表理事。
一般社団法人日本伝統芸術国際交流協会理事。

## 来歴・人物
25世大蔵彌右衛門の次男。4歳8ヶ月で「以呂波」にて初舞台を踏み、今日までに「末広がり」「那須の語」「千歳」「三番三」「釣狐」「花子」を被く。日本全国の小・中・高に出向き、狂言を楽しませる学校狂言を展開し若い世代に伝統芸能の楽しさを伝える。
2004年に初めて団長としてマレーシア公演を企画し海外への狂言普及に勤める、国内では2005年に初めて自主公演「さくっと狂言」を企画し初心者でも楽しめる伝統芸能としての舞台を作り上げる。
2011年には、狂言とpartyを融合させた『kyogen lounge』を企画。ホワイエにDJブースを設置しオシャレな空間を演出。雑誌LEONにも掲載され「大人な遊び場」として好評を得ている。
狂言が奈良発祥という事もあり奈良での活動に力を入れ奈良市長より奈良観光大使を任命される。伝統を重んじながらも時代の流れにのり柔軟な姿勢で狂言の普及活動し、2014年から和の文化の融合を計り「日本の風」をプロデュース。その幅は狂言だけでにとらわれず様々なジャンルとのコラボレーション等と日本の文化の新境地を開拓していく。
2017年自身が脚本し舞台「TheFactory」を演出。芝居と古典芸能を融合させたアカデミックエンターテイメントショーとして学びながらも楽しめる新ジャンルの舞台を創りあげた。
2015年3月から2018年9月まで、原宿にあるネットラジオsoraxniwaにて「原宿KyogenLounge」のパーソナリティーを勤める。
2017年度よりNHKラジオ「ラジオ深夜便」にっぽんの音のパーソナリティーを勤める。YouTubeでの活動（番組名「狂言師の365日、なりちゃんねる」）も積極的に行っている。
一般社団法人　EXTRAD 代表理事
一般社団法人　日本伝統芸術国際交流協会　理事

## 出演

### 脚本・演出作品
- 「Motonari Project日本の風『鬼棲処』」演出&出演（2014年）
- 「TheFactory」演出&脚本&出演(2017年2月24日〜26日)CBGK
- 「奉納TheFactory LIVE」（2017年7月）四天王寺
- 「TheFactory」(再演)演出&脚本&出演(2017年10月)中目黒キンケロシアター
- 「TheFactoryOsaka」演出&脚本&出演(2017年12月)阪急梅田ホール
- 「TheFactoryShibuya」演出&脚本&出演(2018年10月)CBGK
- 「FINA world championships 2019 closing ceremony」演出&出演
- 「MUSUHI」総合演出&出演(2021年12月)味園ユニバース
- 「GMO SONIC2023」オープニングアクトを演出&出演(2023年1月)さいたまスーパーアリーナ

### 狂言
- 東京を中心に全国の能楽堂やホールにて年間100公演ほどをこなす。

### 海外公演
- 1994年トルコ
- 1995年スウェーデン
- 1998年ロシア・クロアチア・スイス
- 2000年ポーランド・ドイツ
- 2004年マレーシア
- 2006年ルーマニア・ハンガリー・ブルガリア・セルビア
- 2010年スイス・シンガポール・ドイツ・ルクセンブルク
- 2013年韓国(釜山.済州島)
- 2014年中国(杭州)
- 2019年韓国
- 2024年トルコ(ブルサ.アンカラ)

### 映画
・千葉誠二監督作品『D・P』
・原田眞人監督　2015年8月公開「日本のいちばん長い日」徳川侍従役
・横尾初喜監督　2016年6月公開 SABON GIFT SHORT FILM PROJECT 「PLAN B」
・土井康一監督　2019年3月公開「よあけの焚き火」主演

### TV
- 東京MXテレビ『ゼベック・オンライン』（2004年）
- TBS『ジャスト』（2004年）
- CS日本『どれどれトーク』（2008年）
- TBS『元気の源泉』（2008年）
- CS日本『伝統芸NOW!』（2009年）
- NHKスペシャルドラマ『白洲次郎』白洲次郎の兄 白洲尚蔵役（2009年）
- 関西テレビ放送『ココロの旅』
- テレビ東京『三匹のおっさん3』第3話 - ジュン 役
- テレビ東京『二つの祖国』（2019年3月24日） - 外務省嘱託通訳 杉田新平 役

### CM
- ロッテアイス『和のしずく』（2006年6月〜2007年3月）
- HIS『初夢フェア』ナレーション（2006年12月〜2007年1月）
- キャノン『PIXUS』ナレーション&振付け（2010年11月〜2011年1月）
- Hisamitsu製薬『アレグラ』振付け（2015年）

### 舞台
- 『愛・時をこえて〜関ヶ原異聞〜』服部半蔵役（2007年）
- 『和リーグ』狂言・津軽三味線・和太鼓のコラボレーション（2008年）
- 『窯変 源氏物語 -夕顔-』惟光役（2008年）
- 『横浜JAZZプロムナード2008』 ジャズバンドと狂言のコラボレーション（2008年）
- 楽劇『KONKICHI』日中韓三国共同制作　主演：KONKICHI役
- 『KISS ME YOU〜がんばったシンプー達へ〜』津田徳男役（2012年）
- 『信長』蜂須賀小六役（2012年）
- 『KISS ME YOU〜がんばったシンプー達へ〜』阿部役（2013年）
- 管弦劇『天の赦すところ』東京公演　山家清兵衛役（2013年）
- 管弦劇『天の赦すところ』仙台公演　山家清兵衛役（2013年）
- 『コンプレックス★ステッカー』（2014年）
- 『KISS ME YOU〜がんばったシンプー達へ〜』阿部役（2014年9月）キンケロシアター
- 『奥州戦国悲譚　花山寺　―消えた黄金の墓―』東京公演　主演・狩野為清役（2014年）
- 『奥州戦国悲譚　花山寺　―消えた黄金の墓―』仙台公演　主演・狩野為清役（2014年）
- 『KISS ME YOU〜がんばったシンプー達へ〜』薄井役（2015年2月）スペースゼロ
- 『映果日〜ANJIR〜』劉英明役（2015年7月）
- 『MOTHER マザー〜特攻の母 鳥濱トメ物語〜』（2015年10月7日〜12日）銀河劇場
- 「龍狼伝〜第二章〜」張飛役（2016年4月6日〜10日）シアター1010
- 「果てしない海」リアン・ペイン役（2016年6月16日〜19日）六行会ホール
- 「リア王」コーンウォール公爵役（2016年8月10日〜14日）三越劇場
- 「YOU MAKE SHIBUY2018-2019 – indeed delightblue STAGE –」渋谷カウントダウン